# Koparkoładowarka

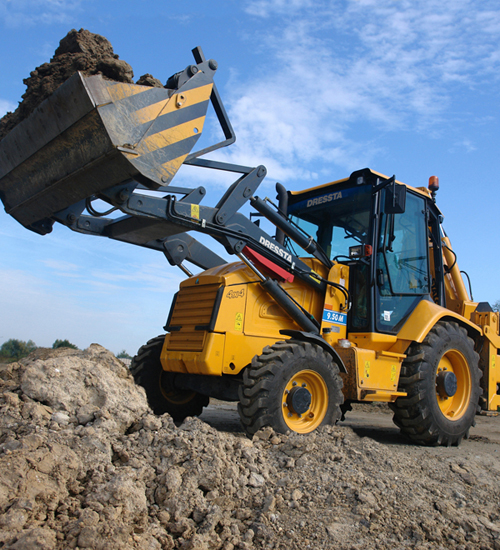
Koparkoładowarka 9.50M marki Dressta Stalowa Wola

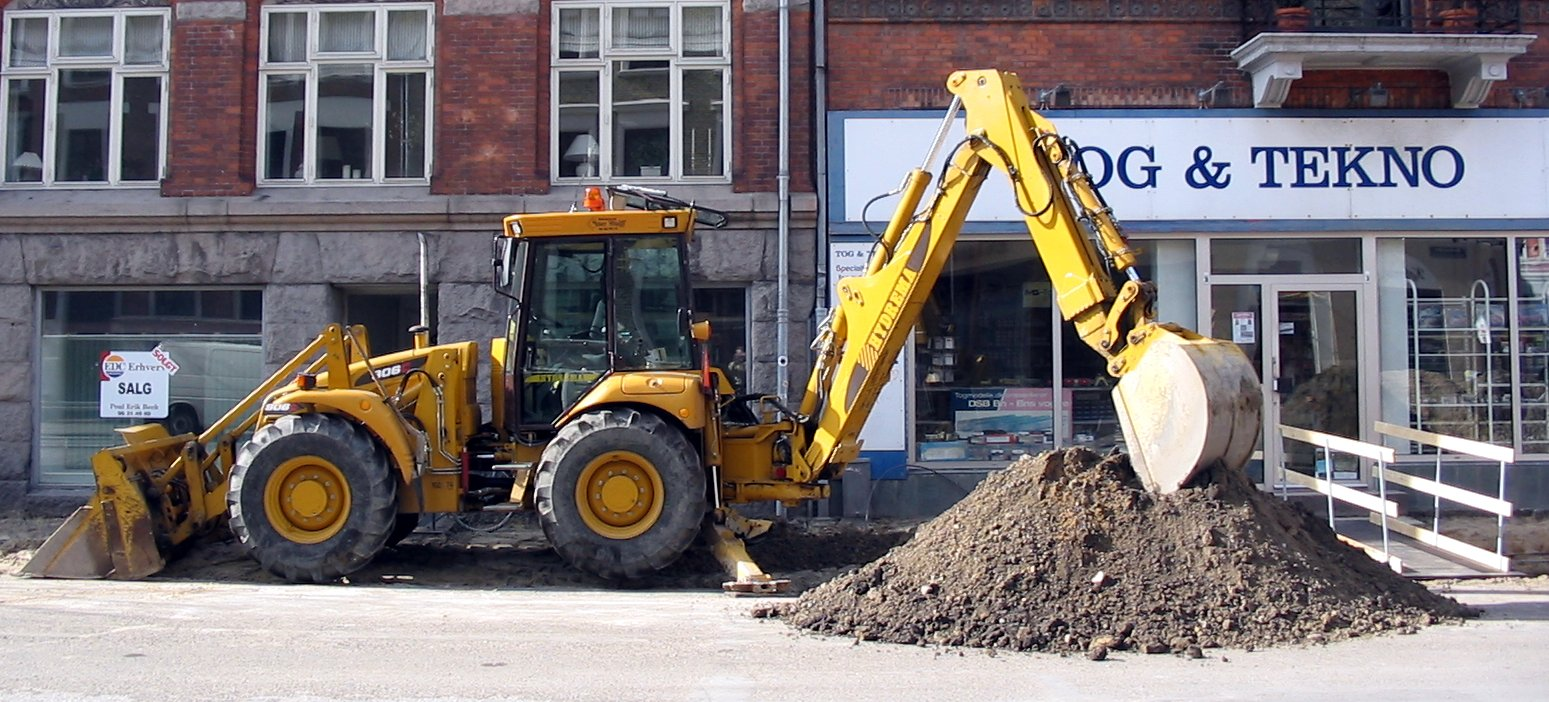
Koparkoładowarka

Koparkoładowarka (koparka-ładowarka) – maszyna do robót ziemnych spełniająca zarówno funkcję koparki, jak i ładowarki. Koparkoładowarki są zwykle oparte na konstrukcji traktora o napędzie kołowym, rzadziej gąsienicowym.
Koparkoładowarka jest jedną z najbardziej uniwersalnych maszyn budowlanych. Służy m.in. do: przygotowania terenów budowy chodników i dróg dla rowerów, prac porządkowych, wykonywania wykopów melioracyjnych czy prac komunalnych. Maszyna ta znajduje również szerokie zastosowanie w gospodarstwach rolnych.

## Budowa koparkoładowarki
Podstawowe zespoły koparkoładowarki to:
- podwozie,
- nadwozie,
- układy robocze

### Podwozie
Podwozie stanowi rama spoczywająca na dwóch mostach napędowych. Most przedni skrętny zamocowany jest wahliwie do ramy, tylny zaś sztywnie. Zapewnia to uzyskanie poprzecznego przechyłu mostu przedniego i utrzymanie stałego kontaktu kół z podłożem.

### Nadwozie
Nadwozie składa się z kabiny operatora zamontowanej do ramy, maski silnika, błotników i podestów roboczych, zbiorników oleju i paliwa. W kabinie znajdują się dźwignie sterujące osprzętem roboczym, kierownica do sterowania maszyną, pulpity ze wskaźnikami do kontroli prawidłowej pracy i przyciski. Konstrukcja ROPS/FOPS zapewnia operatorowi bezpieczeństwo przed zgnieceniem pod ciężarem maszyny w przypadku jej przewrócenia się. Zabezpiecza go także przed spadającymi przedmiotami.

### Układy robocze
Układy robocze, ładowarkowy i koparkowy, zapewniają wysoką trwałość i niezawodność działania. Ładowarkowy układ roboczy umożliwia osiąganie optymalnych kątów wysypu w całym zakresie pracy układu. Charakteryzuje się dużym udźwigiem, dużą siłą wyrywającą oraz dużą odpornością na obciążenia dynamiczne. Koparkowy układ roboczy jest typu podsiębiernego, obrotowy z amortyzacją obrotu, z przesuwem poprzecznym, o dużej wytrzymałości mechanicznej i stabilności.

## Osprzęty robocze

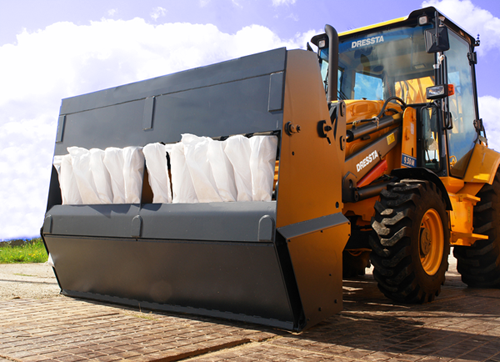
Koparkoładowarka jako workownica

Koparkoładowarka stanowi solidną platformę dla szerokiego zakresu osprzętów takich, jak:
- łyżka wieloczynnościowa z zębami lub ostrzem i widłami paletowymi
- łyżka dzielona
- łyżki podsiębierne z zębami
- łyżki do skarpowania
- lemiesz do śniegu
- widły paletowe
- odśnieżarka wirnikowa
- zamiatarka
- workownica do workowania piasku -  służąca do napełniania piaskiem 12 worków jednocześnie[2]
- młot wyburzeniowy
- frezarka do asfaltu
- wiertnica hydrauliczna

Szybkozłącze koparkowe oraz hydrauliczne szybkozłącze ładowarkowe umożliwiają szybką wymianę wyżej wymienionych osprzętów. Konstrukcja wysięgnika osprzętu ładowarkowego umożliwia stabilne utrzymanie ładunku i jednocześnie zapewnia dużą siłę odspajania. Wysięgnik teleskopowy osprzętu koparkowego zapewnia duże wartości głębokości kopania. Z kolei specjalna rama umożliwia boczny przesuw wysięgnika oraz jego obrót o 180°.

## Uprawnienia
W Polsce koparkoładowarki mogą być obsługiwane wyłącznie przez osoby, które ukończyły szkolenie i uzyskały pozytywny wynik sprawdzianu przeprowadzonego przez komisję powołaną przez Instytut Mechanizacji Budownictwa i Górnictwa Skalnego w Warszawie.